# Patrizia von Brandenstein
Patrizia von Brandenstein (Arizona, 15 aprile 1943) è una scenografa statunitense.
Vincitrice di un Academy Award per la scenografia del film Amadeus (1984), e candidata altre due volte, ha mostrato versatilità nel creare scene per film storici, come per narrazioni contemporanee.

## Biografia
Nata in Arizona da genitori tedeschi e russi emigrati negli USA, completa la sua istruzione all'estero, con due anni da apprendista alla rinomata Comédie-Française. Comincia poi come sarta, tappezziera e pittrice di scene in teatri off-Broadway negli anni '60 di New York agli Actors Studio e Cafè La MaMa.
Nel 1966 inizia effettivamente la sua carriera con otto anni come costumista e scenografa all'American Conservatory Theater in San Francisco, alle dipendenze di William Ball. In questo ambiente incontra anche il suo futuro marito e il suo compagno scenografo Stuart Wurtzel.
Ha disegnato scenografie di soggetti, stili e periodi diversi, dal musical di basso budget Beat Street, all'impegnativo Silkwood.

## Filmografia
- Criminal Justice (2014)
- Il meglio di me (2014)
- Phil Spector (2013)
- Violet & Daisy (2011)
- Albert Nobbs (2011)
- Bulletproof Man (2011)
- Limitless (2011)
- The Last Station (2009)
- Come un uragano (2008)
- Sex List - Omicidio a tre (2008)
- L'ultimo inquisitore (2006)
- Tutti gli uomini del re (2006)
- The Ice Harvest (2005)
- Vizio di famiglia (2003)
- Il club degli imperatori (2002)
- Shaft (2000)
- Man on the Moon (1999)
- Soldi sporchi (1998)
- Codice Mercury (1998)
- Larry Flynt - Oltre lo scandalo (1996)
- La giusta causa (1995)
- Pronti a morire (1995)
- Sei gradi di separazione (1993)
- Vendesi miracolo (1992)
- I signori della truffa (1992)
- Billy Bathgate - A scuola di gangster (1991)
- Cartoline dall'inferno (1990)
- Stato di grazia (1990)
- The Lemon Sisters (1989)
- Una donna in carriera (1988)
- Betrayed - Tradita (1988)
- Nessuna pietà (1986)
- Casa, dolce casa? (1986)
- Chorus Line (1985)
- Amadeus (1984)
- Beat Street (1984)
- Silkwood (1983)
- Touched (1983)
- Come far volare il tempo (1980)
- Heartland (1979)
- Girlfriends (1978)